# مات لاچا (فلوریدا)
مات لاچا (به انگلیسی: Matlacha) یک منطقهٔ مسکونی در ایالات متحده آمریکا است که در شهرستان لی، فلوریدا واقع شده‌است. مات لاچا ۰٫۴ کیلومتر مربع مساحت و ۶۷۷ نفر جمعیت دارد و ۰ متر بالاتر از سطح دریا واقع شده‌است.